# 苏聪 (千人计划专家)
苏聪（1983年—），出生于中国山东省济宁市，祖籍山东省单县。中国中共中央组织部引才计划“千人计划”专家、大数据专家，中国养老服务信息化建设工作委员会（SSIDC）核心委员。

## 社会活动
2017年7月SSIDC第三届养老服务产业信息化创新大赛专家评委
2016年11月-2016全球大数据应用研究论坛特邀专家演讲嘉宾